# Niech pan mnie weźmie ze sobą do domu...
Niech pan mnie weźmie ze sobą do domu... – szósty album Reny Rolskiej wydany w 1973 roku przez Pronit w formie 12 calowego longplaya. Album podsumowywał działalność artystyczną artystki od końca lat 60 i początku lat 70.

## Lista utworów
Strona a:
1. Fantazja warszawska (Romuald Żyliński – Mirosław Łebkowski, Stanisław Werner)
2. Obeliski (Oleg Milsztajn – Jan Zalewski)
3. Od teraz (Czesław Majewski – Marian Jonkajtys)
4. Kochaj noc (Władysław Słowiński – Tadeusz Urgacz)
5. Kto powiedział, że to ty (Adam Skorupka – Jan Zalewski)
6. A ja chcę tańczyć (Nina Pilchowska – Zbigniew Stawecki)

Strona b:
1. Niech pan mnie weźmie (Zdzisław Gozdawa – Wacław Stępień)
2. To jeszcze miłość (Czesław Majewski – Jan Zalewski)
3. Taki chłopak (Czesław Majewski – Zdzisław Gozdawa, Wacław Stępień)
4. Dwa łóżka (Adam Skorupka – Agnieszka Osiecka)
5. Trzy brzozy (Włodzimierz Kruszyński, Adam Skorupka – Marian Jonkajtys)
6. Co będzie z tą naszą miłością (Jacek Szczygieł – Zbigniew Stawecki)

## Charakterystyka albumu
Płyta Niech pan mnie weźmie ze sobą do domu... jest ostatnią, jaką Rena Rolska nagrała w swojej karierze. Niektóre piosenki na niej zawarte pochodzą jeszcze z końca lata 60., co sprawia, że płyta podsumowuje ostatnie kilka lat działalności estradowej artystki.

## Single poprzedzające album
Albumu nie poprzedzał żaden singiel, natomiast kilka utworów z niego ukazało się na pocztówkach dźwiękowych wytwórni Ruch.
- [1971] PWP Ruch R0319 – Fantazja warszawska[7]
- [1972] PWP Ruch R/u-0119-u – Fantazja warszawska[8]
- [1972] PWP Ruch R0067-II – Kto powiedział, że to ty[9]
- [1973] PWP Ruch R0101-II – To jeszcze miłość[10]
- [1974] RSW R0508 – Trzy brzozy[11]

## Muzycy
- Rena Rolska – śpiew
- Orkiestra Rozrywkowa Polskiego Radia i Telewizji p/d Stefana Rachonia (A-1,2)
- Zespół Instrumentalny p/k Włodzimierza Kruszyńskiego i Adama Skorupki (A-3, 4, 5, 6, B-1-6)

## Realizatorzy
- Reżyser nagrania – Zofia Gajewska
- Operator dźwięku – Jacek Złotkowski
- Zdjęcie na okładce – Zofia Nasierowska
- Projekt graficzny – Ewald Guyski